# هلفيلة بيضاء
هلفيلة بيضاء (الاسم العلمي: Helvella alba) هي نوع من الفطريات يتبع جنس الهلفيلة من الفصيلة الهلفيلية.